# Laslo Djere
Laslo Djere (srbsky: Laslo Đere / Ласло Ђере, maďarsky: Györe László, * 2. června 1995 Senta) je srbský profesionální tenista maďarského původu. Ve své dosavadní kariéře na okruhu ATP Tour vyhrál tři singlové turnaje. Na challengerech ATP a okruhu ITF získal jedenáct titulů ve dvouhře.
Na žebříčku ATP byl ve dvouhře nejvýše klasifikován v červnu 2019 na 27. místě a ve čtyřhře pak v březnu 2021 na 346. místě. Na juniorském kombinovaném žebříčku ITF nejvýše figuroval v květnu 2013, kdy mu patřilo 3. místo. Od roku 2025 jej trénuje Chorvat Mario Tudor. Do roku 2018 tuto roli plnil Petar Čonkić a poté Boris Čonkić či Jaroslav Levinský.
V srbském daviscupovém týmu debutoval v roce 2017 lillským semifinálem Světové skupiny proti Francii, v němž prohrál dvouhru s Jo-Wilfriedem Tsongou. Srbové odešli poraženi 1:3 na zápasy. Do září 2025 v soutěži nastoupil k deseti mezistátním utkáním s bilancí 5–5 ve dvouhře a 0–0 ve čtyřhře.

## Tenisová kariéra
V juniorském tenise vyhrál floridský Orange Bowl 2012 v kategorii 18letých po finálové výhře nad Švédem Eliasem Ymerem. V juniorce Wimbledonu 2013 vypadl ve čtvrtfinále.
V rámci hlavních soutěží událostí okruhu ITF debutoval v srpnu 2011, když na turnaj v srbské Subotici obdržel divokou kartu. V úvodním kole podlehl krajanu Nikolovi Čačićovi. Premiérový singlový titul na challengerech si odvezl z italské Perugie, kde v červenci 2017 přehrál ve finále španělského hráče Daniela Muñoze de la Navu.

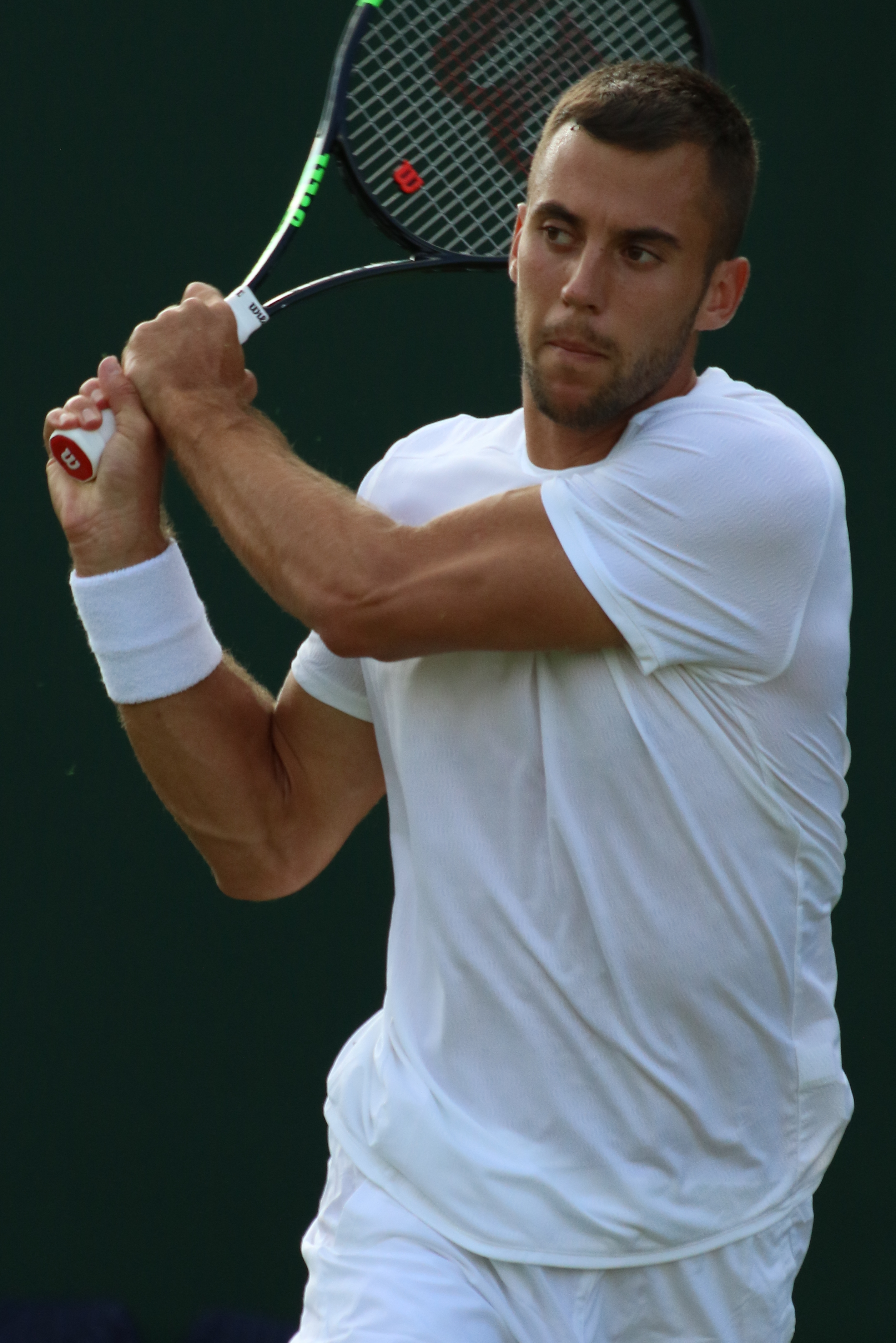
Bekhend ve Wimbledonu 2019

V hlavní soutěži okruhu ATP Tour debutoval na zářijovém PTT Thailand Open 2013 v Bangkoku, kam mu pořadatelé udělili divokou kartu. V úvodním kole však nestačil na šestého nasazeného Španěla Feliciana Lópeze. Na červnovém challengeru UniCredit Czech Open 2015 v Prostějově se probojoval do finále přes tři tenisty Top 80 – nejvýše nasazeného Martina Kližana, turnajovou šestku Dušana Lajoviće a sedmičku Joãa Souzu. Z utkání o titul však odešel poražen od čtyřicátého prvního hráče žebříčku Jiřího Veselého. Premiérový vyhraný zápas na túře ATP dosáhl na dubnovém Grand Prix Hassan II 2017 v Marrákeši po vyřazení Kližana. Ve druhém kole mu stopku vystavil druhý nasazený španělský antukář Albert Ramos-Viñolas, přestože získal úvodní sadu. Průlom do elitní stovky žebříčku učinil ve vydání z 24. července 2017.
Do prvního čtvrtfinále postoupil z kvalifikace na úvodním ročníku budapešťského Gazprom Hungarian Open 2017. V daném zápase odvrátil mečbol čtvrtému nasazenému Fernandu Verdascovi a prošel do semifinále. V něm však podlehl britskému kvalifikantu Aljaži Bedenemu. Další semifinálové účasti zaznamenal na Istanbul Open 2018 a Swiss Open Gstaad 2018.
V rámci série ATP Masters odehrál první utkání na březnovém BNP Paribas Open 2018 v Indian Wells, kde jej na úvod vyřadil Američan Tim Smyczek. Navazující Miami Open 2018 opustil v témže kole po porážce od Lotyše Ernestsa Gulbise. Do premiérového finále na okruhu ATP Tour postoupil během února 2019 na antukovém Rio Open z kategorie ATP 500 v brazilském Riu de Janeiru. Na cestě turnajem poprvé porazil člena elitní světové desítky, když na úvod zdolal osmého v pořadí Dominica Thiema. V boji o trofej přehrál osmnáctiletého Kanaďana Félixe Augera-Aliassimeho a posunul se na nové kariérní maximum poté, co mu na žebříčku patřila 37. příčka.
Debut v hlavní soutěži nejvyšší grandslamové kategorie zaznamenal v mužském singlu French Open 2016 po zvládnuté tříkolové kvalifikaci, v níž na jeho raketě skončili Marco Chiudinelli, Nicolás Kicker a v závěrečném fázi Adam Pavlásek. V úvodním kole dvouhry však nenašel recept na Australana Jordana Thompsona. První grandslamový zápas vyhrál nad Leonardem Mayerem na US Open. Třetí singlovou trofej v rámci túry ATP vybojoval na antukovém Chile Open 2025. Do finále prošel přes nejvýše nasazeného Argentince Francisca Cerúndola a v něm zdolal dalšího zástupce argentinského tenisu, obhájce titulu Sebastiána Báeze po třísetovém průběhu. Jubilejní 150. výhra na okruhu jej vrátila do světové stovky žebříčku, na 74. příčku.

## Finále na okruhu ATP Tour

### Dvouhra: 6 (3–3)
| Legenda                   |
| ------------------------- |
| Grand Slam (0)            |
| Turnaj mistrů (0)         |
| ATP Tour Masters 1000 (0) |
| ATP Tour 500 (1–1)        |
| ATP Tour 250 (2–2)        |

| Stav      | č. | datum             | turnaj                       | kategorie | povrch | soupeř ve finále      | výsledek           |
| --------- | -- | ----------------- | ---------------------------- | --------- | ------ | --------------------- | ------------------ |
| Vítěz     | 1. | 24. února 2019    | Rio de Janeiro, Brazílie     | ATP 500   | antuka | Félix Auger-Aliassime | 6–3, 7–5           |
| Vítěz     | 2. | 18. října 2020    | Sardinie, Itálie             | ATP 250   | antuka | Marco Cecchinato      | 7–6(7–3), 7–5      |
| Finalista | 1. | 11. dubna 2021    | Sardinie, Itálie             | ATP 250   | antuka | Lorenzo Sonego        | 6–2, 6–7(5–7), 4–6 |
| Finalista | 2. | 27. srpna 2022    | Winston-Salem, Spojené státy | ATP 250   | tvrdý  | Adrian Mannarino      | 6–7(1–7), 4–6      |
| Finalista | 3. | 30. července 2023 | Hamburk, Německo             | ATP 500   | antuka | Alexander Zverev      | 5–7, 3–6           |
| Vítěz     | 3. | 2. března 2025    | Santiago, Chile              | ATP 250   | antuka | Sebastián Báez        | 6–4, 3–6, 7–5      |

## Finále na challengerech ATP a okruhu Futures
| Legenda                     |
| --------------------------- |
| Challengery (2–10 D; 0–1 Č) |
| Futures (9–4 D)             |

### Dvouhra: 25 (11–14)
| Stav      | datum         | turnaj                        | povrch | soupeř ve finále        | výsledek                 |
| --------- | ------------- | ----------------------------- | ------ | ----------------------- | ------------------------ |
| Finalista | září 2012     | Subotica, Srbsko              | antuka | Jozef Kovalík           | 6–3, 0–6, 3–6            |
| Vítěz     | červenec 2013 | Kikinda, Srbsko               | antuka | Teodor-Dacian Crăciun   | 6–2, 6–1                 |
| Vítěz     | září 2013     | Zlatibor, Srbsko              | antuka | Pedja Krstin            | 7–6(7–0), 6–3            |
| Finalista | listopad 2013 | Nikósie, Kypr                 | antuka | Bastian Trinker         | 2–6, 3–6                 |
| Finalista | listopad 2013 | Nikósie, Kypr                 | tvrdý  | Michal Schmid           | 4–6, 2–6                 |
| Vítěz     | květen 2014   | Bol, Chorvatsko               | antuka | Mike Urbanija           | 6–1, 6–2                 |
| Vítěz     | květen 2014   | Prijedor, Bosna a Hercegovina | antuka | Tomislav Brkić          | 6–3, 6–2                 |
| Finalista | červen 2014   | Budapešť, Maďarsko            | antuka | Patrik Rosenholm        | 3–6, 7–5, 4–6            |
| Vítěz     | září 2014     | Niš, Srbsko                   | antuka | Ivan Bjelica            | 7–6(8–6), 6–4            |
| Vítěz     | prosinec 2014 | Dakar, Senegal                | tvrdý  | Aldin Šetkić            | 7–5, 2–6, 6–4            |
| Vítěz     | únor 2015     | Káhira, Egypt                 | antuka | Kamil Majchrzak         | 6–3, 7–5                 |
| Finalista | červen 2015   | Prostějov, Česko              | antuka | Jiří Veselý             | 4–6, 2–6                 |
| Vítěz     | únor 2016     | Hammámet, Tunisko             | antuka | Pascal Brunner          | 1–6, 6–1, 7–6(7–5)       |
| Finalista | červen 2016   | Milán, Itálie                 | antuka | Marco Cecchinato        | 2–6, 2–6                 |
| Finalista | srpen 2016    | Cortina d'Ampezzo, Itálie     | antuka | João Souza              | 4–6, 6–7(4–7)            |
| Vítěz     | duben 2017    | Opatija, Croatia              | antuka | Zdeněk Kolář            | 7–5, 6–4                 |
| Finalista | červen 2017   | Vicenza, Itálie               | antuka | Márton Fucsovics        | 6–4, 6–7(7–9), 2–6       |
| Finalista | červen 2017   | Poprad, Slovensko             | antuka | Cedrik-Marcel Stebe     | 0–6, 3–6                 |
| Vítěz     | červenec 2017 | Perugia, Itálie               | antuka | Daniel Muñoz de la Nava | 7–6(7–4), 6–4            |
| Finalista | červenec 2017 | San Benedetto, Itálie         | antuka | Matteo Berrettini       | 3–6, 4–6                 |
| Finalista | říjen 2017    | Almaty, Kazachstán            | antuka | Filip Krajinović        | 0–6, 3–6                 |
| Finalista | květen 2018   | Řím, Itálie                   | antuka | Adam Pavlásek           | 6–7(1–7), 7–6(11–9), 4–6 |
| Finalista | červen 2018   | Prostějov, Česko              | antuka | Jaume Munar             | 1–6, 3–6                 |
| Vítěz     | červenec 2018 | Řím, Itálie                   | antuka | Gianluca Mager          | 6–2, 6–1                 |
| Finalista | květen 2023   | Cagliari, Itálie              | antuka | Ugo Humbert             | 6–4, 5–7, 4–6            |

### Čtyřhra: 1 (0–1)
| Stav      | datum       | turnaj                | povrch | spoluhráč    | soupeři ve finále           | výsledek |
| --------- | ----------- | --------------------- | ------ | ------------ | --------------------------- | -------- |
| Finalista | květen 2015 | Samarkand, Uzbekistán | antuka | Pedja Krstin | Sergej Betov Michail Jelgin | 4–6, 3–6 |